# 中國能效標識

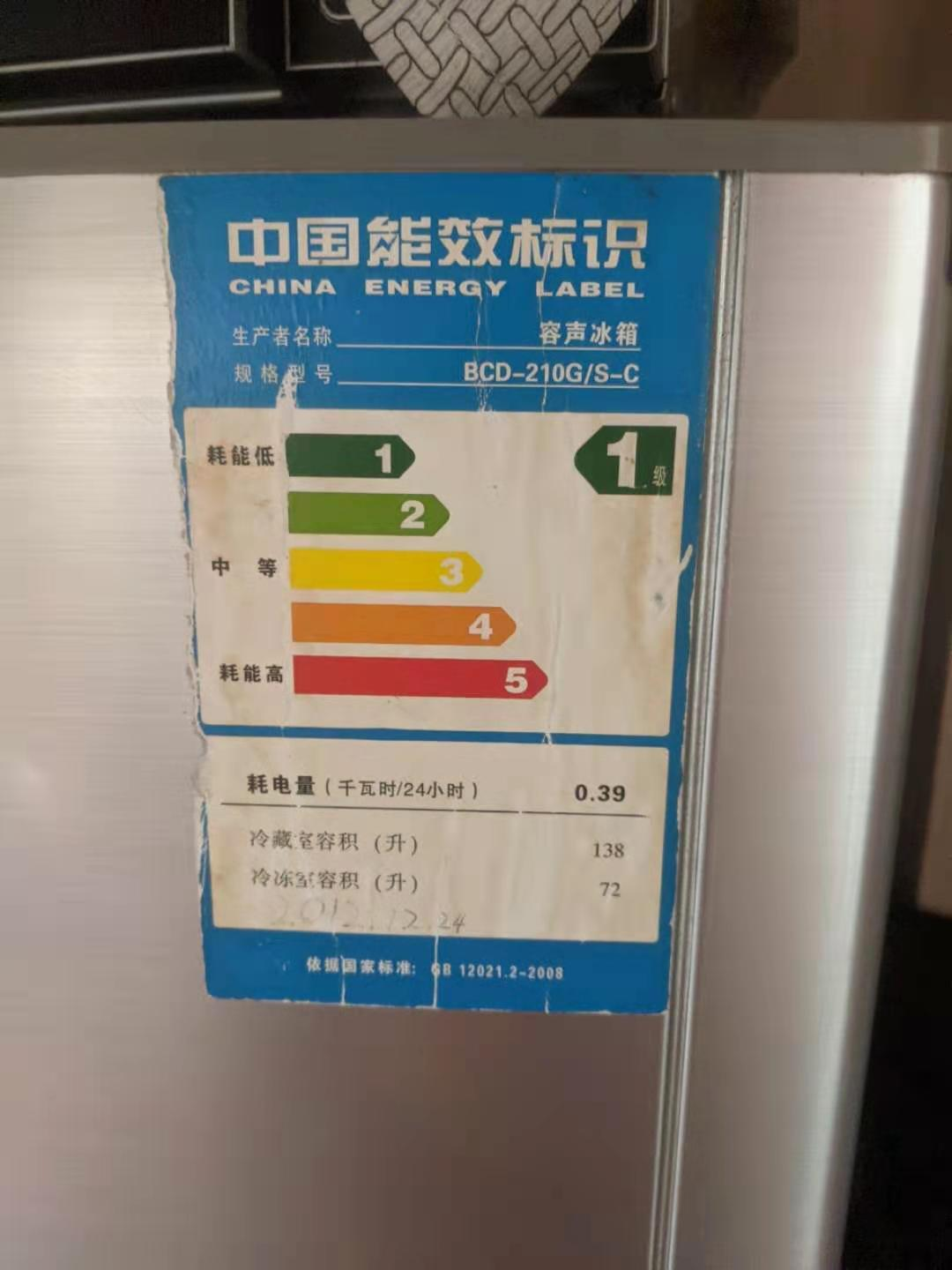
中國能效標識

中國能效標識是中華人民共和國所生產、進口和銷售的空調、冰箱等白色家電上所貼的藍白相間的彩色貼紙。上面標有該家電所處的能源效率等級。能源效率等級基本上會分為5個等級或3個等級。1級代表能源效率高，節能效果好。數字越大則代表能源效率越差。中國能效標識的推出目的是引導消費者購買節能環保產品。企業可以在自己已備案的實驗室對產品的能源效率進行檢測，並根據檢測結果印製產品的中國能效標識。同時企業還要向中國能效標識管理中心提交能源效率檢測報告和中國能效標識樣本。地方政府會對各轄區的中國能效標識的使用進行檢查。

## 歷史
2004年8月，國家發改委和質檢總局發佈《能源效率標識管理辦法》，要求列入《中華人民共和國實行能源效率標識的產品目錄》的產品都必須貼上中國能效標識。2005年3月1日後，中華人民共和國的白色家電陸續貼上中國能效標識。